# Жюзе-д’Изо
Жюзе́-д’Изо́ (фр. Juzet-d'Izaut, окс. Judèth de Luishon) — коммуна во Франции, находится в регионе Юг — Пиренеи. Департамент — Верхняя Гаронна. Входит в состав кантона Аспе. Округ коммуны — Сен-Годенс.
Код INSEE коммуны — 31245.

## География

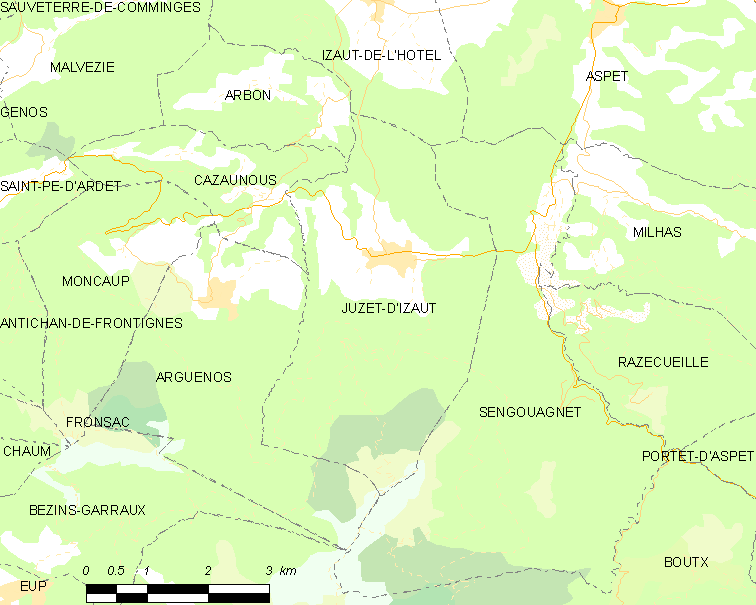
Карта коммуны

Коммуна расположена приблизительно в 670 км к югу от Парижа, в 90 км к юго-западу от Тулузы.
На западе коммуны протекает река Жоб. Большую часть территории коммуны занимают леса.

## Климат
Климат умеренно-океанический. Зима мягкая и снежная, весна характеризуется сильными дождями и грозами, лето сухое и жаркое, осень солнечная. Преобладают сильные юго-восточные и северо-западные ветры.

## Население
Население коммуны на 2010 год составляло 204 человека.
| 1962 | 1968 | 1975 | 1982 | 1990 | 1999 | 2010 |
| ---- | ---- | ---- | ---- | ---- | ---- | ---- |
| 188  | 222  | 248  | 229  | 202  | 193  | 204  |

## Администрация
| Период | Период | Фамилия            | Партия | Примечания |
| ------ | ------ | ------------------ | ------ | ---------- |
| 2001   | 2008   | Пьер Редонне       |        |            |
| 2008   | 2020   | Доминик Понтикачча |        |            |

## Экономика
В 2010 году среди 121 человека трудоспособного возраста (15—64 лет) 81 были экономически активными, 40 — неактивными (показатель активности — 66,9 %, в 1999 году было 68,0 %). Из 81 активных жителей работали 68 человек (41 мужчина и 27 женщин), безработных было 13 (6 мужчин и 7 женщин). Среди 40 неактивных 8 человек были учениками или студентами, 19 — пенсионерами, 13 были неактивными по другим причинам.